# Danh sách tiểu hành tinh: 1501–1600
| Tên                 | Tên đầu tiên | Ngày phát hiện       | Nơi phát hiện        | Người phát hiện        |
| ------------------- | ------------ | -------------------- | -------------------- | ---------------------- |
| 1501 Baade          | 1938 UJ      | 20 tháng 10 năm 1938 | Hamburg-Bergedorf    | A. Wachmann            |
| 1502 Arenda         | 1938 WB      | 17 tháng 11 năm 1938 | Heidelberg           | K. Reinmuth            |
| 1503 Kuopio         | 1938 XD      | 15 tháng 12 năm 1938 | Turku                | Y. Väisälä             |
| 1504 Lappeenranta   | 1939 FM      | 23 tháng 3 năm 1939  | Turku                | L. Oterma              |
| 1505 Koranna        | 1939 HH      | 21 tháng 4 năm 1939  | Johannesburg         | C. Jackson             |
| 1506 Xosa           | 1939 JC      | 15 tháng 5 năm 1939  | Johannesburg         | C. Jackson             |
| 1507 Vaasa          | 1939 RD      | 12 tháng 9 năm 1939  | Turku                | L. Oterma              |
| 1508 Kemi           | 1938 UP      | 21 tháng 10 năm 1938 | Turku                | H. Alikoski            |
| 1509 Esclangona     | 1938 YG      | 21 tháng 12 năm 1938 | Nice                 | A. Patry               |
| 1510 Charlois       | 1939 DC      | 22 tháng 2 năm 1939  | Nice                 | A. Patry               |
| 1511 Daléra         | 1939 FB      | 22 tháng 3 năm 1939  | Algiers              | L. Boyer               |
| 1512 Oulu           | 1939 FE      | 18 tháng 3 năm 1939  | Turku                | H. Alikoski            |
| 1513 Mátra          | 1940 EB      | 10 tháng 3 năm 1940  | Konkoly              | G. Kulin               |
| 1514 Ricouxa        | 1906 UR      | 22 tháng 8 năm 1906  | Heidelberg           | M. F. Wolf             |
| 1515 Perrotin       | 1936 VG      | 15 tháng 11 năm 1936 | Nice                 | A. Patry               |
| 1516 Henry          | 1938 BG      | 28 tháng 1 năm 1938  | Nice                 | A. Patry               |
| 1517 Beograd        | 1938 FD      | 20 tháng 3 năm 1938  | Belgrade             | M. B. Protić           |
| 1518 Rovaniemi      | 1938 UA      | 15 tháng 10 năm 1938 | Turku                | Y. Väisälä             |
| 1519 Kajaani        | 1938 UB      | 15 tháng 10 năm 1938 | Turku                | Y. Väisälä             |
| 1520 Imatra         | 1938 UY      | 22 tháng 10 năm 1938 | Turku                | Y. Väisälä             |
| 1521 Seinäjoki      | 1938 UB1     | 22 tháng 10 năm 1938 | Turku                | Y. Väisälä             |
| 1522 Kokkola        | 1938 WO      | 18 tháng 11 năm 1938 | Turku                | L. Oterma              |
| 1523 Pieksämäki     | 1939 BC      | 18 tháng 1 năm 1939  | Turku                | Y. Väisälä             |
| 1524 Joensuu        | 1939 SB      | 18 tháng 9 năm 1939  | Turku                | Y. Väisälä             |
| 1525 Savonlinna     | 1939 SC      | 18 tháng 9 năm 1939  | Turku                | Y. Väisälä             |
| 1526 Mikkeli        | 1939 TF      | 7 tháng 10 năm 1939  | Turku                | Y. Väisälä             |
| 1527 Malmquista     | 1939 UG      | 18 tháng 10 năm 1939 | Turku                | Y. Väisälä             |
| 1528 Conrada        | 1940 CA      | 10 tháng 2 năm 1940  | Heidelberg           | K. Reinmuth            |
| 1529 Oterma         | 1938 BC      | 26 tháng 1 năm 1938  | Turku                | Y. Väisälä             |
| 1530 Rantaseppä     | 1938 SG      | 16 tháng 9 năm 1938  | Turku                | Y. Väisälä             |
| 1531 Hartmut        | 1938 SH      | 17 tháng 9 năm 1938  | Heidelberg           | A. Bohrmann            |
| 1532 Inari          | 1938 SM      | 16 tháng 9 năm 1938  | Turku                | Y. Väisälä             |
| 1533 Saimaa         | 1939 BD      | 19 tháng 1 năm 1939  | Turku                | Y. Väisälä             |
| 1534 Näsi           | 1939 BK      | 20 tháng 1 năm 1939  | Turku                | Y. Väisälä             |
| 1535 Päijänne       | 1939 RC      | 9 tháng 9 năm 1939   | Turku                | Y. Väisälä             |
| 1536 Pielinen       | 1939 SE      | 18 tháng 9 năm 1939  | Turku                | Y. Väisälä             |
| 1537 Transylvania   | 1940 QA      | 27 tháng 8 năm 1940  | Konkoly              | G. Strommer            |
| 1538 Detre          | 1940 RF      | 8 tháng 9 năm 1940   | Konkoly              | G. Kulin               |
| 1539 Borrelly       | 1940 UB      | 29 tháng 10 năm 1940 | Nice                 | A. Patry               |
| 1540 Kevola         | 1938 WK      | 16 tháng 11 năm 1938 | Turku                | L. Oterma              |
| 1541 Estonia        | 1939 CK      | 12 tháng 2 năm 1939  | Turku                | Y. Väisälä             |
| 1542 Schalén        | 1941 QE      | 26 tháng 8 năm 1941  | Turku                | Y. Väisälä             |
| 1543 Bourgeois      | 1941 SJ      | 21 tháng 9 năm 1941  | Uccle                | E. Delporte            |
| 1544 Vinterhansenia | 1941 UK      | 15 tháng 10 năm 1941 | Turku                | L. Oterma              |
| 1545 Thernöe        | 1941 UW      | 15 tháng 10 năm 1941 | Turku                | L. Oterma              |
| 1546 Izsák          | 1941 SG1     | 28 tháng 9 năm 1941  | Konkoly              | G. Kulin               |
| 1547 Nele           | 1929 CZ      | 12 tháng 2 năm 1929  | Uccle                | P. Bourgeois           |
| 1548 Palomaa        | 1935 FK      | 26 tháng 3 năm 1935  | Turku                | Y. Väisälä             |
| 1549 Mikko          | 1937 GA      | 2 tháng 4 năm 1937   | Turku                | Y. Väisälä             |
| 1550 Tito           | 1937 WD      | 29 tháng 11 năm 1937 | Belgrade             | M. B. Protić           |
| 1551 Argelander     | 1938 DC1     | 24 tháng 2 năm 1938  | Turku                | Y. Väisälä             |
| 1552 Bessel         | 1938 DE1     | 24 tháng 2 năm 1938  | Turku                | Y. Väisälä             |
| 1553 Bauersfelda    | 1940 AD      | 13 tháng 1 năm 1940  | Heidelberg           | K. Reinmuth            |
| 1554 Yugoslavia     | 1940 RE      | 6 tháng 9 năm 1940   | Belgrade             | M. B. Protić           |
| 1555 Dejan          | 1941 SA      | 15 tháng 9 năm 1941  | Uccle                | F. Rigaux              |
| 1556 Wingolfia      | 1942 AA      | 14 tháng 1 năm 1942  | Heidelberg           | K. Reinmuth            |
| 1557 Roehla         | 1942 AD      | 14 tháng 1 năm 1942  | Heidelberg           | K. Reinmuth            |
| 1558 Järnefelt      | 1942 BD      | 20 tháng 1 năm 1942  | Turku                | L. Oterma              |
| 1559 Kustaanheimo   | 1942 BF      | 20 tháng 1 năm 1942  | Turku                | L. Oterma              |
| 1560 Strattonia     | 1942 XB      | 3 tháng 12 năm 1942  | Uccle                | E. Delporte            |
| 1561 Fricke         | 1941 CG      | 15 tháng 2 năm 1941  | Heidelberg           | K. Reinmuth            |
| 1562 Gondolatsch    | 1943 EE      | 9 tháng 3 năm 1943   | Heidelberg           | K. Reinmuth            |
| 1563 Noël           | 1943 EG      | 7 tháng 3 năm 1943   | Uccle                | S. J. Arend            |
| 1564 Srbija         | 1936 TB      | 15 tháng 10 năm 1936 | Belgrade             | M. B. Protić           |
| 1565 Lemaître       | 1948 WA      | 25 tháng 11 năm 1948 | Uccle                | S. J. Arend            |
| 1566 Icarus         | 1949 MA      | 27 tháng 6 năm 1949  | Palomar              | W. Baade               |
| 1567 Alikoski       | 1941 HN      | 22 tháng 4 năm 1941  | Turku                | Y. Väisälä             |
| 1568 Aisleen        | 1946 QB      | 21 tháng 8 năm 1946  | Johannesburg         | E. L. Johnson          |
| 1569 Evita          | 1948 PA      | 3 tháng 8 năm 1948   | La Plata Observatory | M. Itzigsohn           |
| 1570 Brunonia       | 1948 TX      | 9 tháng 10 năm 1948  | Uccle                | S. J. Arend            |
| 1571 Cesco          | 1950 FJ      | 20 tháng 3 năm 1950  | La Plata Observatory | M. Itzigsohn           |
| 1572 Posnania       | 1949 SC      | 22 tháng 9 năm 1949  | Poznań               | J. Dobrzycki, A. Kwiek |
| 1573 Väisälä        | 1949 UA      | 27 tháng 10 năm 1949 | Uccle                | S. J. Arend            |
| 1574 Meyer          | 1949 FD      | 22 tháng 3 năm 1949  | Algiers              | L. Boyer               |
| 1575 Winifred       | 1950 HH      | 20 tháng 4 năm 1950  | Brooklyn             | Đại học Indiana        |
| 1576 Fabiola        | 1948 SA      | 30 tháng 9 năm 1948  | Uccle                | S. J. Arend            |
| 1577 Reiss          | 1949 BA      | 19 tháng 1 năm 1949  | Algiers              | L. Boyer               |
| 1578 Kirkwood       | 1951 AT      | 10 tháng 1 năm 1951  | Brooklyn             | Đại học Indiana        |
| 1579 Herrick        | 1948 SB      | 30 tháng 9 năm 1948  | Uccle                | S. J. Arend            |
| 1580 Betulia        | 1950 KA      | 22 tháng 5 năm 1950  | Johannesburg         | E. L. Johnson          |
| 1581 Abanderada     | 1950 LA1     | 15 tháng 6 năm 1950  | La Plata Observatory | M. Itzigsohn           |
| 1582 Martir         | 1950 LY      | 15 tháng 6 năm 1950  | La Plata Observatory | M. Itzigsohn           |
| 1583 Antilochus     | 1950 SA      | 19 tháng 9 năm 1950  | Uccle                | S. J. Arend            |
| 1584 Fuji           | 1927 CR      | 7 tháng 2 năm 1927   | Tokyo                | O. Oikawa              |
| 1585 Union          | 1947 RG      | 7 tháng 9 năm 1947   | Johannesburg         | E. L. Johnson          |
| 1586 Thiele         | 1939 CJ      | 13 tháng 2 năm 1939  | Hamburg-Bergedorf    | A. Wachmann            |
| 1587 Kahrstedt      | 1933 FS1     | 25 tháng 3 năm 1933  | Heidelberg           | K. Reinmuth            |
| 1588 Descamisada    | 1951 MH      | 27 tháng 6 năm 1951  | La Plata Observatory | M. Itzigsohn           |
| 1589 Fanatica       | 1950 RK      | 13 tháng 9 năm 1950  | La Plata Observatory | M. Itzigsohn           |
| 1590 Tsiolkovskaja  | 1933 NA      | 1 tháng 7 năm 1933   | Crimea-Simeis        | G. N. Neujmin          |
| 1591 Baize          | 1951 KA      | 31 tháng 5 năm 1951  | Uccle                | S. J. Arend            |
| 1592 Mathieu        | 1951 LA      | 1 tháng 6 năm 1951   | Uccle                | S. J. Arend            |
| 1593 Fagnes         | 1951 LB      | 1 tháng 6 năm 1951   | Uccle                | S. J. Arend            |
| 1594 Danjon         | 1949 WA      | 23 tháng 11 năm 1949 | Algiers              | L. Boyer               |
| 1595 Tanga          | 1930 ME      | 19 tháng 6 năm 1930  | Johannesburg         | C. Jackson, H. E. Wood |
| 1596 Itzigsohn      | 1951 EV      | 8 tháng 3 năm 1951   | La Plata Observatory | M. Itzigsohn           |
| 1597 Laugier        | 1949 EB      | 7 tháng 3 năm 1949   | Algiers              | L. Boyer               |
| 1598 Paloque        | 1950 CA      | 11 tháng 2 năm 1950  | Algiers              | L. Boyer               |
| 1599 Giomus         | 1950 WA      | 17 tháng 11 năm 1950 | Algiers              | L. Boyer               |
| 1600 Vyssotsky      | 1947 UC      | 22 tháng 10 năm 1947 | Mount Hamilton       | C. A. Wirtanen         |